# Stephan Lacant

Stephan Lacant (2020)

Stephan Lacant (* 9. September 1972 in Essen) ist ein deutscher Filmregisseur und Drehbuchautor.

## Leben
Lacant studierte nach dem Abitur Theater-, Film- und Fernsehwissenschaften in Bochum und Köln, bevor er in die USA übersiedelte und während seines mehrjährigen Aufenthalts in New York das Studium der Regie am Stella Adler Acting Conservatory und an der Film Academy absolvierte. 1996 schrieb und verfilmte er dort sein erstes Drehbuch zum Kurzfilm Little India. In den Folgejahren entstanden in seiner Tätigkeit als Autor und Regisseur mehrere Kurz- und Dokumentarfilme, die auf verschiedenen internationalen Festivals gezeigt wurden. 2013 feierte er mit Freier Fall sein deutschsprachiges Langfilmdebüt.

## Filmografie (Auswahl)
- 2006: Fireflies
- 2013: Freier Fall
- 2016: Der Kriminalist (Fernsehserie, 2 Folgen)
- 2017: Toter Winkel (Fernsehfilm)
- 2017: Fremde Tochter
- 2018: Für meine Tochter
- 2019: Zielfahnder – Blutiger Tango
- 2020: Tatort: Die Zeit ist gekommen
- 2021: Der Überfall (Fernsehserie)
- 2022: Kalt
- 2023: Schlafende Hunde
- 2024: Ostfriesenschwur
- 2025: Ostfriesenfluch
- 2025: Oktoberfest 1905

## Auszeichnungen
- 2012: Nominierung Thomas Strittmacher Preis – Bestes Skript für Freier Fall
- 2013: Günter-Rohrbach-Filmpreis in der Kategorie Bester Film für Freier Fall
- 2013: Festival de Cine Alemán: Audience Award „Bester Film“ für Freier Fall
- 2013: Louisville LGBT Film Festival: Audience Award „Bester Film“ für Freier Fall
- 2013: Philadelphia International Gay & Lesbian Film Festival: Hauptpreis der Jury „Bester Film“ für Freier Fall
- 2017 WorldFest Houston: Stephan Lacant und Hans W. Geißendörfer, Gewinner des Special Jury Award in der Kategorie „Dramatischer Spielfilm“ sowie Nominierungen für den Grand Remi Award und den Platinum Remi Award in den Kategorien „Beste Unterhaltung“ und „Bester Spielfilm“
- 2017: Biberacher Filmfestspiele – Goldener Biber für Fremde Tochter[1]
- 2017 Prix Europa: Stephan Lacant nominiert für den Prix Europa Iris in der Kategorie „Bester Film“
- 2018: Richard D. Propes Social Impact Award: „Narrative Feature“ für Fremde Tochter
- 2018: Aubagne International Film Festival: „Best Film“, „Best Director“ für Fremde Tochter
- 2018: 3rd Quito Independent World Film Festival: „Bester Spielfilm“ für Fremde Tochter
- 2018: South Film And Arts Academy Festival: „Best Director“ für Fremde Tochter
- 2018: Nominierung für den Emmy Award[2]
- 2018 Civis – Europas Medienpreis für Integration: Stephan Lacant, Benjamin Braeunlich sowie Geißendörfer nominiert für den Civis Europe’s Medienpreis für Integration in der Kategorie „Bester Film“
- 2018 Banff Television Festival: Stefan Lacant und Hans W. Geißendörfer für den Banff Rockie Award in der Kategorie „Bester Fernsehfilm“
- 2019: Torino Underground Cinefest – Bester Spielfilm für Fremde Tochter[3]
- 2023: Nominierung Grimme Preis – Bester TV Film für Kalt
- 2023: Auszeichnung mit dem Robert-Geisendörfer-Preis in der Kategorie Fernsehen für Kalt[4]